# János Albert mecklenburgi herceg
János Albert mecklenburgi herceg (németül: Johann Albrecht, Herzog zu Mecklenburg [-Schwerin] , teljes nevén Johann Albrecht Ernst Konstantin Friedrich Heinrich ; Schwerin, 1857. december 8. – Wiligrad kastély (Schwerin közelében), 1920. február 16.) 1907–1913 között braunschweigi hercegség régense és 1897–1901 között Mecklenburg-Schwerin régense.

## Élete

### Származása és ifjúkora
János Albert 1857. december 8-án jött világra II. Frigyes Ferenc mecklenburg–schwerini nagyherceg és Reuss Auguszta köstritzi hercegnő ötödik, egyben negyedik fiaként. 

### Házassága és gyermekei
1886. november 6-án János Albert herceg feleségül vette Érzsebet szász-weimar-eisenachi hercegnőt és 1909 december 1-én Érzsebet stolberg-roßlai hercegnőt. Mint a két házasság gyermektelenül maradt.

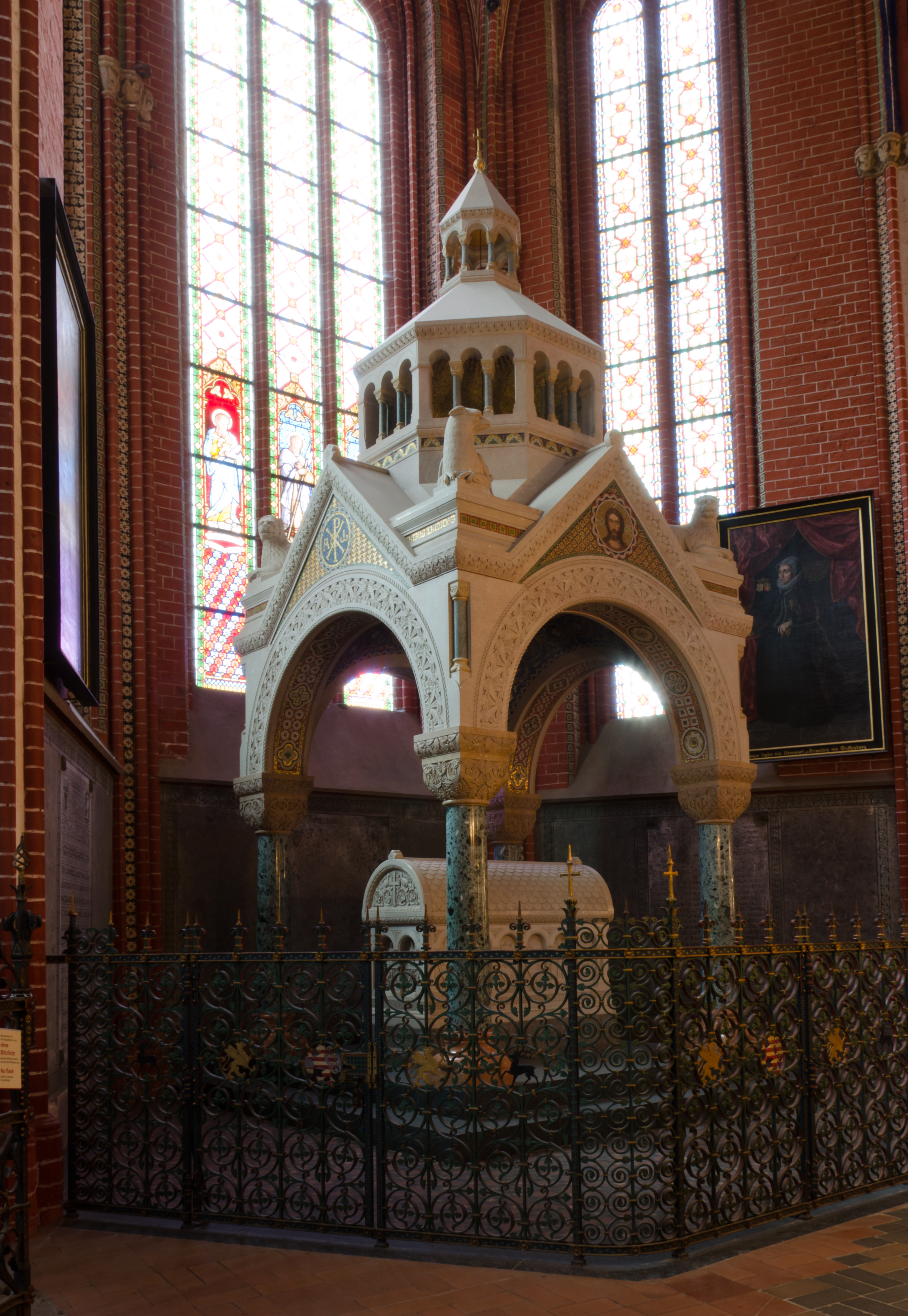
János Albert és szász-weimar-eisenachi Érzsebet sírja a doberani monostorban

## Fordítás
- Ez a szócikk részben vagy egészben  a   Johann Albrecht (Mecklenburg) című német Wikipédia-szócikk fordításán alapul.  Az eredeti cikk szerkesztőit annak laptörténete sorolja fel. Ez a jelzés csupán a megfogalmazás eredetét és a szerzői jogokat jelzi, nem szolgál a cikkben szereplő információk forrásmegjelöléseként.